# 投票率

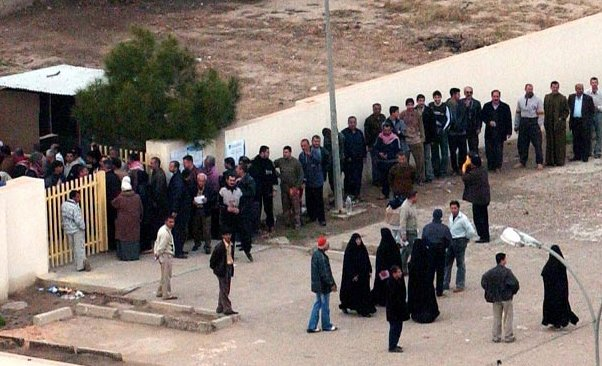
2005年伊拉克选举中选民在巴格达的一个投票站排队投票，尽管普遍存在暴力威胁，但那届选举的投票率还是较高。

投票率是指在選舉中，有投票權的選民參與投票的人數佔選民总人数的比率。在大部分成熟民主國家，投票率自1960年代起逐漸下跌。一般來說，投票率偏低的原因大致為對政府不存期望、對政治冷感、支持的候選人有很大或很小機會獲選、對政府感到滿意、不合理的投票制度、没有支持的候选人等。不同國家的投票率相差很大，不少地區投票率僅約一半，而在馬爾他和實行強制投票的澳洲，投票率則曾達到95%。低投票率被視為不理想的狀況，其成因與解決辦法引起廣泛討論，而且意見分歧，主要認為是由一連串經濟、人口分佈、文化、科技、制度等因素所導致。

## 投票的原因
在大型選舉中，一張選票對結果的影響微不足道；所以，如果根據理性選擇理論，一個理性的人應該不會去投票。另外，根據搭便車問題，由於理論上一個選民可以依賴其他人理性地投票，而不需要自己去投票，使投票的人為全體人之極少數，無法因理性人的投票，造就理性的選舉。博弈論的研究亦顯示，就算投票者能夠互相接觸，一場大型選舉的投票率也應該是零。
學者提出用以下簡單公式判斷某人會否投票：PB + D > C 其中，P是手中選票影響選舉結果的機會率，B是某人認為所支持的政黨勝出後可帶來的益處，D原本指民主或公民責任，但現已理解為個人從投票中所獲得的正面感覺，而C則是投票所需的時間、費用等成本。由於P在大部分選舉中是零，故PB接近零，於D成為最重要的驅動力。當公式成立（即左邊大於右邊），選民才會去投票。
學者認為，D包含以下五項正面感覺：一、遵從社會責任；二、確認支持現有的政治制度；三、確認自己的政治取態；四、確認自己對政治制度的重要性；五、在研究候選人和決定投票中獲得樂趣。 可是，這些概念本身並無絕對答案，選民投票的真正原因難以一概而論。

## 投票率的重要性
雖然仍有爭議，高投票率一向被視為較為理想。投票率越高，反映現行制度的認受性越高，故不少獨裁者往往在選舉秀中編造極高的投票。萨达姆·侯赛因在2002年的公投中，聲稱參與度達百分之百。 其思路是，反對派抵制會被視為不公、不合法、或由不被承認的政權所舉行的選舉，所以投票率越低，認受性越低；意大利立國之初，羅馬教廷曾指示意大利的天主教徒抵制全國選舉。 然而，部分學者不同意高投票率代表支持現有政治體制。例如在歐盟的選舉中，支持和反對歐盟合法性的人同樣會參與投票。
低投票率會導致特定的人士被忽略。在发达國家，青年和窮人的投票率偏低；但在印度，佔大部分人口的窮困人士，比有錢人和中產階層更踴躍投票。投票率偏低的社群，在整體投票率已偏低的國家中會更容易被忽略，導致政策向某方傾斜。例如，若老年人的投票率遠高於青年人，政府可能傾向多制訂照顧長者的政策，忽略青年的福利。有見及此，部分國家規定選舉必須超過特定的投票率，否則無效，如塞尔维亚和黑山在2003年就有連續三屆總統選舉因此而宣布無效。

## 社會和經濟因素
若投票率偏低，投票和沒有投票的人很容易分辨出來。 在採用簡單多數制的發展中國家，低收入人士佔大多數，佔少數的中產階層明白難以扭轉結果，故投票率較窮人低。在已發展國家，最影響投票率的因素是教育程度。選民學歷越高，就算收入、社會地位不同，投票的機會始終越大。對於種族、民族、性別等因素會否影響投票率，歷來多爭議。現時，學術界已有共識，對於西方民主國家，這些因素不及教育程度和收入重要。 可是，由於不同種族有不同的學歷和收入水平，種族之間的投票率相差頗大。其他因素有年齡（長者投票率較高）、婚姻狀態（單身人士投票率較低）、甚至職業（公務員投票率較高）等。
對於幅員遼闊的國家，時差問題會影響投票率。在全國性的選舉中，美國西部州份的投票還未完結，但選舉結果卻大勢己定，會打擊部分人的投票意欲，令西岸投票率偏低。加拿大曾禁止廣播投票結果以杜絕類似情況，但被加拿大最高法院裁定違法。

## 不同的選舉
在同一國家，不同選舉的投票率會有很大差異。地方選舉和跨國層面（如欧洲议会）選舉的投票率較低。在美國，國會中期選舉的投票率，遠低於與總統選舉同時進行的正式國會選舉。 多輪投票的首輪選舉的投票率也較低。
當候選人支持程度相若，選舉的投票率會較高。例如，在2004年美國總統選舉中，選民兩極化，調查顯示布什和克里的支持度相若，該次選舉投票率達56.69%，是1968年以來最高的一次，同時投票人數也打破紀錄。一般認為一面倒的選舉投票率會偏低，例如1996年美國總統選舉、2001年英國國會選舉及西班牙承認歐盟憲法公投。然而，2008年美國總統選舉選前民調顯示大勢已定，但58.20%的投票率卻高過2004年激烈選戰時的56.69%，並再創投票人數歷史新高；可見競爭程度不一定是影響投票率的主因。
天氣和選舉日期也會影響投票率。周末和夏天的選舉由於假期關係，投票率會較低。一些國家把選舉定在春天或秋天的某星期三或四，冀增加投票率。但研究顯示，天氣、日期等因素對投票率的影響不會超過5個百分點。

## 國家差異
| 國家                                               | 選舉次數 | 投票率 |
| -------------------------------------------------- | -------- | ------ |
| *                                                  | 14       | 95%    |
| 馬爾他                                             | 6        | 94%    |
| 奥地利                                             | 9        | 92%    |
| 比利时*                                            | 12       | 91%    |
| 義大利*                                            | 9        | 90%    |
| 盧森堡*                                            | 7        | 90%    |
| 冰島                                               | 10       | 89%    |
| 新西兰                                             | 12       | 88%    |
| 丹麦                                               | 14       | 87%    |
| 德国                                               | 9        | 86%    |
| 瑞典                                               | 14       | 86%    |
| 希腊*                                              | 10       | 86%    |
| 委內瑞拉**                                         | 7        | 85%    |
| 捷克                                               | 2        | 85%    |
| 巴西*                                              | 3        | 83%    |
| 荷蘭***                                            | 7        | 83%    |
|                                                    | 8        | 81%    |
| 挪威                                               | 9        | 81%    |
| 羅馬尼亞                                           | 2        | 81%    |
| 保加利亚                                           | 2        | 80%    |
| 以色列                                             | 9        | 80%    |
| 葡萄牙                                             | 9        | 79%    |
| 芬兰                                               | 10       | 78%    |
| 加拿大                                             | 11       | 76%    |
| 法國                                               | 9        | 76%    |
| 英国                                               | 9        | 76%    |
| 爱尔兰                                             | 11       | 74%    |
| 西班牙                                             | 6        | 73%    |
| 日本                                               | 12       | 71%    |
| 爱沙尼亚                                           | 2        | 69%    |
| 匈牙利                                             | 2        | 66%    |
| 俄羅斯                                             | 2        | 61%    |
| 印度                                               | 6        | 58%    |
| 美国****                                           | 9        | 54%    |
| 瑞士                                               | 8        | 54%    |
| 波蘭                                               | 2        | 51%    |
| *強制投票的國家                                    |          |        |
| **1988年取消強制投票                               |          |        |
| ***不計算1968年以前的選舉                          |          |        |
| ****國會選舉，不計總統選舉                         |          |        |
| 來源：Mark N. Franklin's "Electoral Participation" |          |        |

國家之間的投票率相差很大。美國、加拿大、亞洲和拉丁美洲的投票率，普遍低於多數歐洲國家和大洋洲國家。 國家之間的差異，比社會階層、種族或國內不同地區之間的差異更大。令人困怠的是，國內的因素不能解釋國家之間的差異，如教育程度較高的國家，投票率不一定較高。學者對此提出文化因素和制度因素，但仍有爭議。

### 文化因素
財富和教育程度對投票率有影響，但並不是可靠指標。安哥拉和埃塞俄比亞的投票率也很高。根據聯合國的人类发展指数，較高的生活水平與高投票率有關。在民主選舉發展時間較長的國家，投票率也相對較高，可能因為國民經過長時間建立投票習慣、對選舉制度有認識，這解釋了部分新興民主國家投票率較低。學者指出，選民的公共意識越強，投票率就越高。
人口分布也是因素之一。由於老年人較願意投票，所以人口較為老化的國家投票率會較高。人口流動較大和結婚率較低的國家，投票率則會較低。
選舉性質也會影響投票率。着重於負面宣傳和人身攻擊的選舉，投票率會受影響。若選民普遍忠於所支持的政黨，投票率會較高；若參與選舉的政黨以階層、種族、語言或宗教作號召，投票率亦會較高。 另外，針對勞動階層的政黨，比爭取不同層面支持的政黨較易提高選舉的投票率。

### 制度因素
制度對投票率有很大影響。不少國家通過修改選舉辦法來提高投票率。強制投票是最直接和效果最顯著的方法，增加票站也有助提高投票率。相反，增設障礙會降低投票率，如要求選民重新登記。另外，選舉對政策的重要性，以及選舉結果是否準確反映民意，是兩個影響投票率的因素。

#### 強制投票
自1920年代，澳洲嚴格實施強制選民登記和投票，使澳洲的投票率在國際間名列前茅。墨西哥和巴西也實行強制投票，但懲罰輕微，而且執法不嚴。自委內瑞拉和荷蘭撤銷強制投票後，投票率便直線下滑。

#### 重要性
學者指出，選民認為手上的一票能否影響國家政策，會影響選舉的投票率。以瑞士為例，該國的行政權極度分散，聯邦政府只有很少權力，重要決策亦會訴諸公投，聯邦議會的選民認為手中的一票對國家影響不大，這可以解釋該國的聯邦議會選舉投票率偏低。相反，馬爾他的唯一議會權力極大，而且是兩黨制，選票的影響力很大，故當地的投票率非常高。 另外，若選民覺得選舉結果受貪污影響，自己的選票難以扭轉大局，投票率亦會較低。

#### 選舉機制
不同選舉機制會影響投票率。純粹的比例代表制選票數目與所得議席成正比，但多數制容易一面倒對個別政黨有利，減少選民投票意欲。然而，比例代表制通常產生多黨制和聯合政府，這將變相減低選票的影響力，因為選民難以左右聯合政府由哪些政黨組成。 例如2005年德國联邦议院選舉後政府高層談判聯合政府成員由誰擔任，使選舉結果成為政治談判及交易的產物，而不是國民的直接意願。所以，學者對比例代表制能否提高投票率出現分歧 部分國家試圖改良選舉機制，如紐西蘭自1996年推出的雙重比例代表制，令投票制度變得複雜，這有可能降低投票率。

#### 方便程度
投票是否方便也會影響投票率。美國很多州份和大部分拉美國家的選民，需要經過登記的程序才能投票，投票率低於不設登記制度的美國州份。 其他提高投票率的方法包括容許缺席投票，以及在方便的地方設票站。有些國家（如印度、芬蘭）由於票站位處偏僻，選舉往往舉行數日。部分國家更開始研究網上投票的可能。

#### 選民疲勞
選民疲勞會降低投票率。若選舉頻密，投票率會隨着選民厭倦參與而降低。瑞士每年平均有七場選舉，美國每年也有兩場，兩地的投票率都較低。 可是，於同一時間舉行多場選舉有機會提升投票率。

## 投票率趨跌
在成熟的民主國家，40年來投票率穩步下跌， 尤其是在美國、西歐、日本和拉丁美洲。期間，其他政治參與也有下降趨勢，例如自願加入政黨的人減少、市議會的旁聽人數下跌；參與公民活動的人數也減少，如去教堂、加入專業組織、課外活動、青年組織、家長會等。 與此同時，參與杯葛行動、示威、遊行等活動的人數則有所上升。
19世紀以前，大部分國家的投票權極度集中，投票率難以作為參考，美國除外。1840年，美國絕大部分白種成年男人擁有投票權，其投票率於19世紀穩步上升，到南北戰爭後達到高峰。由1890年代至1930年代，投票率趨跌，然後再次上升，直至1960年投票率開始持續下跌。 在歐洲，推行全民投票以來，投票率一直上升，直至1960年代中、後期達到高峰後，投票率亦開始下跌。但整體來說，全球的投票率在過去40多年以來微升了5個百分點。

### 下跌的原因
投票率下跌由不同原因所致。選民很多時以太忙碌為由不去投票，但研究顯示，過去幾十年來人們的閒暇時間並無減少，只是現代人比以前更易感到忙碌，間接導致投票率下跌，加上政治人物的腐敗醜聞和不論投票與否並不會改變。流動性增加也使投票率下降，因為初搬進社區的人對候選人並不熟悉，未必會熱衷投票。另外，未婚人士的投票率較低，遲婚普及和離婚率高也對投票率構成壓力。
政治人物的醜聞會影響國民對政府的信心，失去對政治人物的信任從而影響投票率。美國投票率在1960年代開始下跌，當時正值越戰爆發和水門事件，其他國家也面對類似的示威和運動，國民對政府和政治的信心下挫。可是，學者認為電視在1950至60年代的出現，改變了大眾的娛樂模式，團體活動如運動、紙牌遊戲不再重要，間接導致投票率下跌。 另一些學者認為，選舉宣傳模式改變，由地區動員變成着重廣告宣傳，針對的只是被動的參與者，對投票率有負面影響。 宣傳策略改變亦有影響。負面宣傳、人身攻擊成為主流，影響了選民對選舉的印象。
各國政府各出其謀推高投票率，加拿大、中華民國、英國等地政府均利用大眾傳媒鼓勵國民投票。